# Sedum creticum
Sedum creticum là một loài thực vật có hoa trong họ Crassulaceae. Loài này được C.Presl miêu tả khoa học đầu tiên năm 1828.